# The Epic
The Epic ist ein 59-stöckiger Wolkenkratzer mit gemischter Nutzung in Manhattan in New York City, Vereinigte Staaten.

## Beschreibung

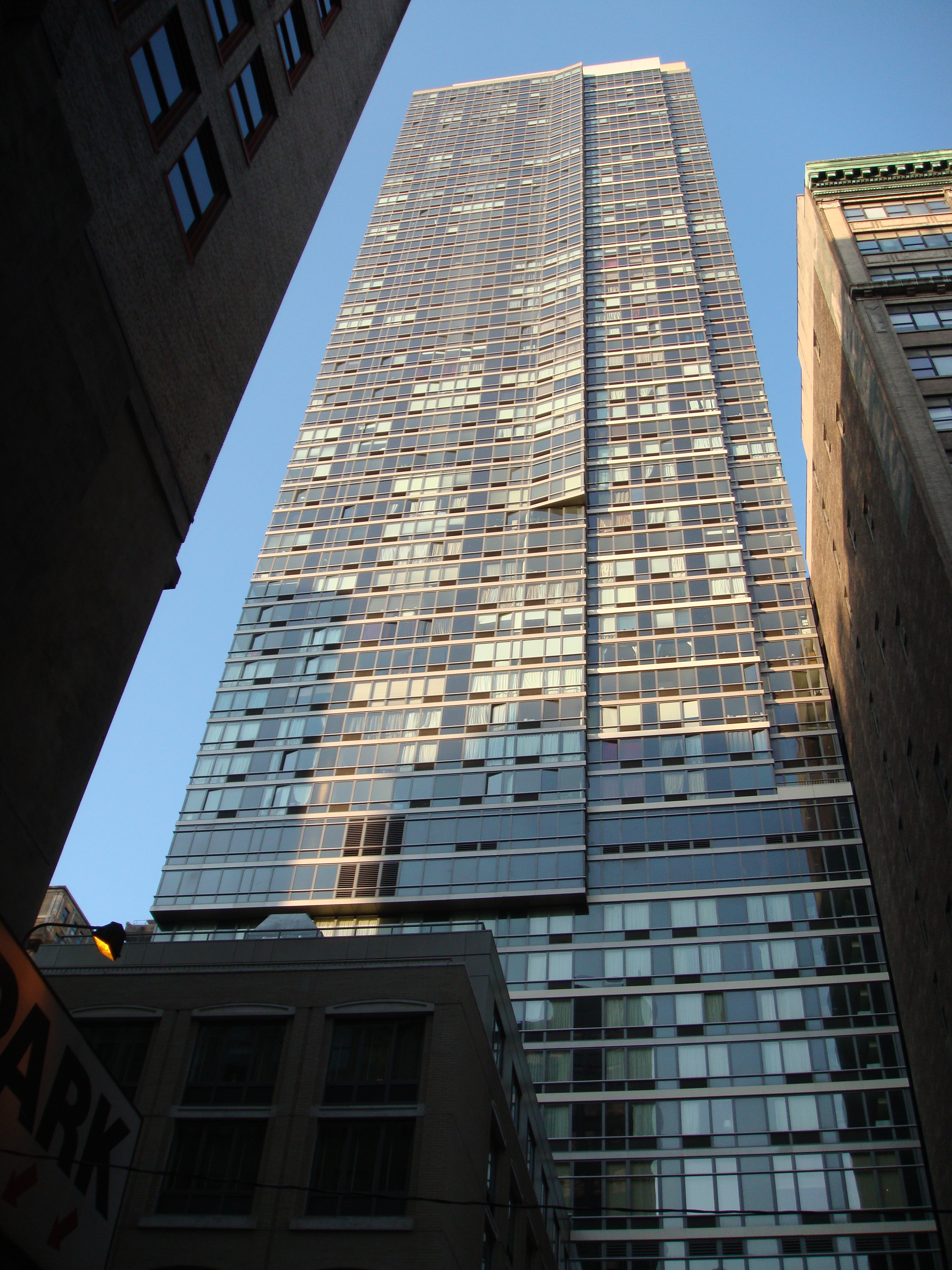
Vertikale Ansicht der Glasfassade

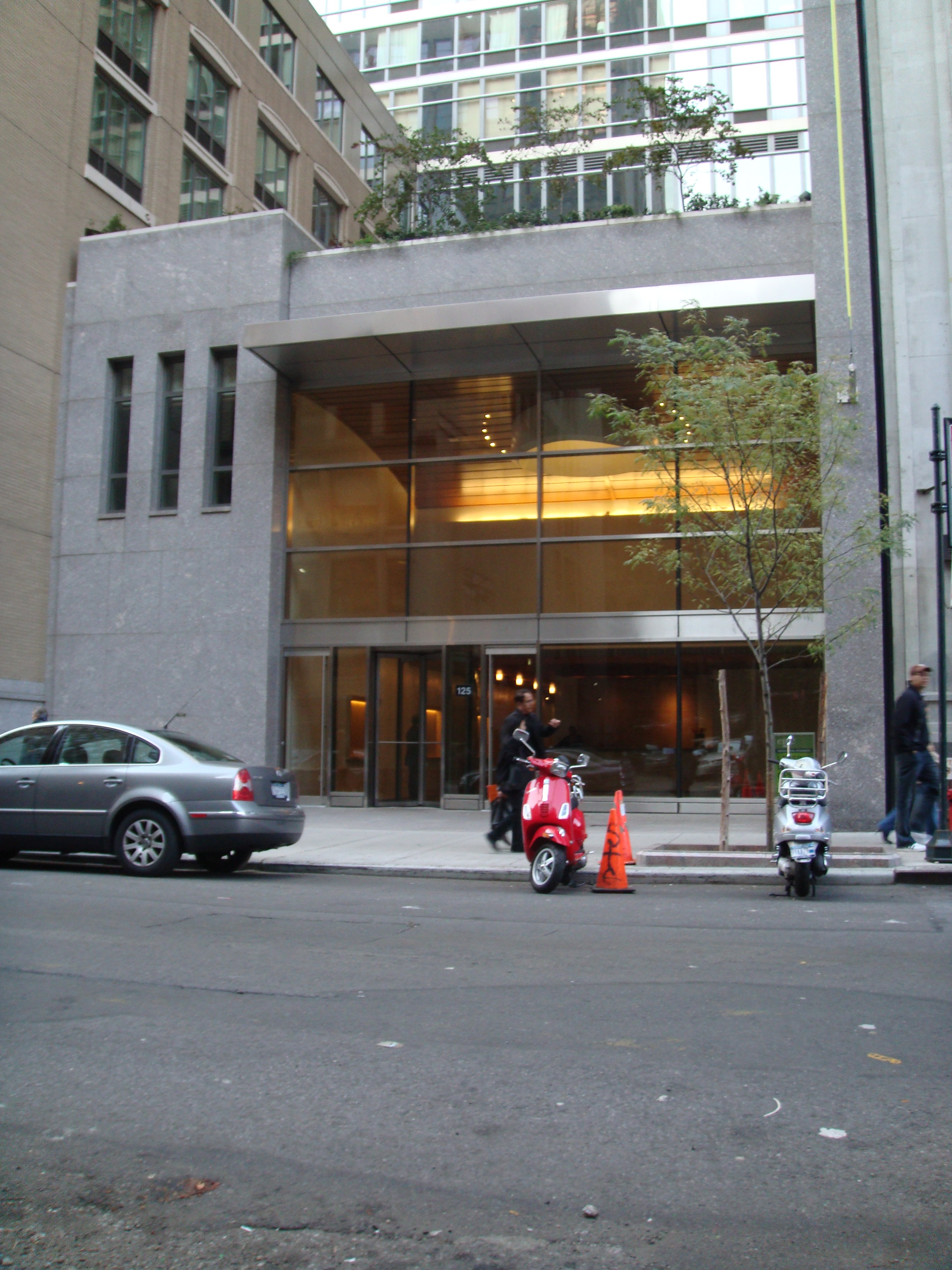
Haupteingang in der 31st Street

Das Wohnhochhaus befindet sich in Midtown Manhattan im Stadtteil Chelsea relativ mittig in einem Block zwischen der Sixth Avenue (Avenue of the Americas) und Seventh Avenue sowie West 31st und 32nd Street. Unmittelbar westlich liegt die Penn Station, zwei Blocks südlich das Viertel NoMad, zwei Blocks nördlich der Herald Square und wenige hundert Meter östlich steht das Empire State Building. Ein Nachbargebäude ist die römisch-katholische Kirche St. Francis of Assisi’s Church.
The Epic wurde im Auftrag des Eigentümers Fetner Properties von den FXCollaborative Architects entworfen und von 2005 bis 2007 erbaut. Der Wolkenkratzer ist 187,4 Meter (615 Fuß) hoch, hat 59 Etagen und besitzt eine Glas- und Schattenkastenfassade mit unterschiedlichen Fassadenschichten. Das Apartmentgebäude beherbergt 458 luxuriöse Mietwohnungen mit Eingang und Adresse 125 West 31st Street.
Der vierstöckige Sockel des Gebäudes beherbergt eine Hauptstelle der gemeinnützigen sozialen Einrichtung American Cancer Society mit dem Hospiz Hope Lodge, deren Eingang sich in der 132 West 32nd Street befindet, sowie eine Franziskanische Ordensgemeinschaft. Die Franziskaner ließen an Stelle ihres einstigen baufälligen Klosters bis 2007 den Wolkenkratzer „The Epic“ errichten und besitzen zu ihrer Finanzierung eine Beteiligung an den Mietwohnungen. Das Gebäude erhielt in der Nachhaltigkeit die LEEDv4 Gold-Zertifizierung.
Seinen Bewohnern bietet das Gebäude ein eigenes Parkhaus im Untergeschoss, eine über 220 Quadratmeter große Lounge, eine begrünte Dachterrasse mit Gartenmöbeln und Grills, das Sky Rooftop mit Sonnendeck, ein 360 Quadratmeter großes Fitnesscenter, ein Yoga-Studio sowie einen Indoor-Basketballplatz.